# Associazione dei Comitati Olimpici Nazionali
L'Associazione dei Comitati Olimpici Nazionali (acronimo: ANOC) è un'organizzazione internazionale che ha come affiliati attuali, 205 comitati olimpici nazionali (CNO) riconosciuti dal Comitato Olimpico Internazionale.

## Comitati Olimpici Continentali
È divisa tra cinque associazioni continentali:
- Africa (ACONA)
- America (OSPA)
- Asia (COA)
- Europa (COE)
- Oceania (CONO)